# ニューヨーク市地下鉄R160形電車
ニューヨーク市地下鉄R160形電車（ニューヨークしちかてつR160がたでんしゃ）は、ニューヨーク市地下鉄で使用されている通勤形電車である。
この電車は、製造会社の違いにより「R160A形」と「R160B形」の2種類に分けられるが、ほぼ共通なため本稿で一括して取り扱う。

## 概要
大型車両の走る「B・ディビジョン」の車両を置き換えるために製造された。フランス・アルストムで製造されたR160A形と日本・川崎重工業で製造されたR160B形からなるグループである。2019年現在1,662両が在籍し、ニューヨーク市地下鉄の中で最も製造数が多い形式である。このうち4両編成93本（372両）と5両編成126本（630両）の合計1,002両がアルストム製のR160A形、5両編成132本（660両）が川崎重工業製のR160B形となっている。なお、R160A形に関してはさらに細かく分類され、4両編成のものを「R160A-1形」、5両編成のものを「R160A-2形」と呼ぶ。
川崎重工業が参加することになったのは、本系列の仕様がすでに運行していた同社製のR143形車両との互換性を求められたことや、アルストムがNY市地下鉄との取引が初めてであったことによる。なお、アルストムは本社のあるフランスにおいてのステンレス車両の製造を1994年に中止していたため、ステンレス車両の製造設備かつ安価で豊富な労働力を有する同社のブラジル・サンパウロ州のラパ工場（かつてのマフェルサの車両工場）において車体を製造することとなった。
2002年に契約が締結され、2005年には両社の試験車両が納入されたあと、2006年から量産車が納入されて、同年8月17日に営業運転を開始した。

## 車体外観
R160A形、R160B形ともにステンレス製18.5m級の車両で、片側4つの両開きドアを持つ通勤型の車体である。前面は黒く塗ることで運転席の窓を大きく見せる視覚的な工夫がなされており、上部には走行路線を表すアルファベットや数字を表すLED式の表示器が、下部には衝突事故で衝撃を軽減することを期待してアンチクライマーが装備されている。連結器は、電気連結器付き密着連結器を採用している。落書きを防ぐために、側面には一切の飾り帯が貼られていない編成がほとんどだが、ラッシュ対策を実施した一部の編成は、紺・白・黄色の飾り帯が貼られた。

## 内装
紫色のプラスチックのベンチのようなロングシートで構成され、立ち客用として車内に握り棒が設置されているが、つり革は設置されていない。その後、一部のR160A形にて混雑時の座席格納改造を施した車両では、金属製のつり革が装備された。客用案内装置としてLED表示による行き先と次の停車駅を案内する装置が備え付けられている。
R160B形の戸閉装置は富士電機製リニアモーター式が採用されている（R160A形は不明）。

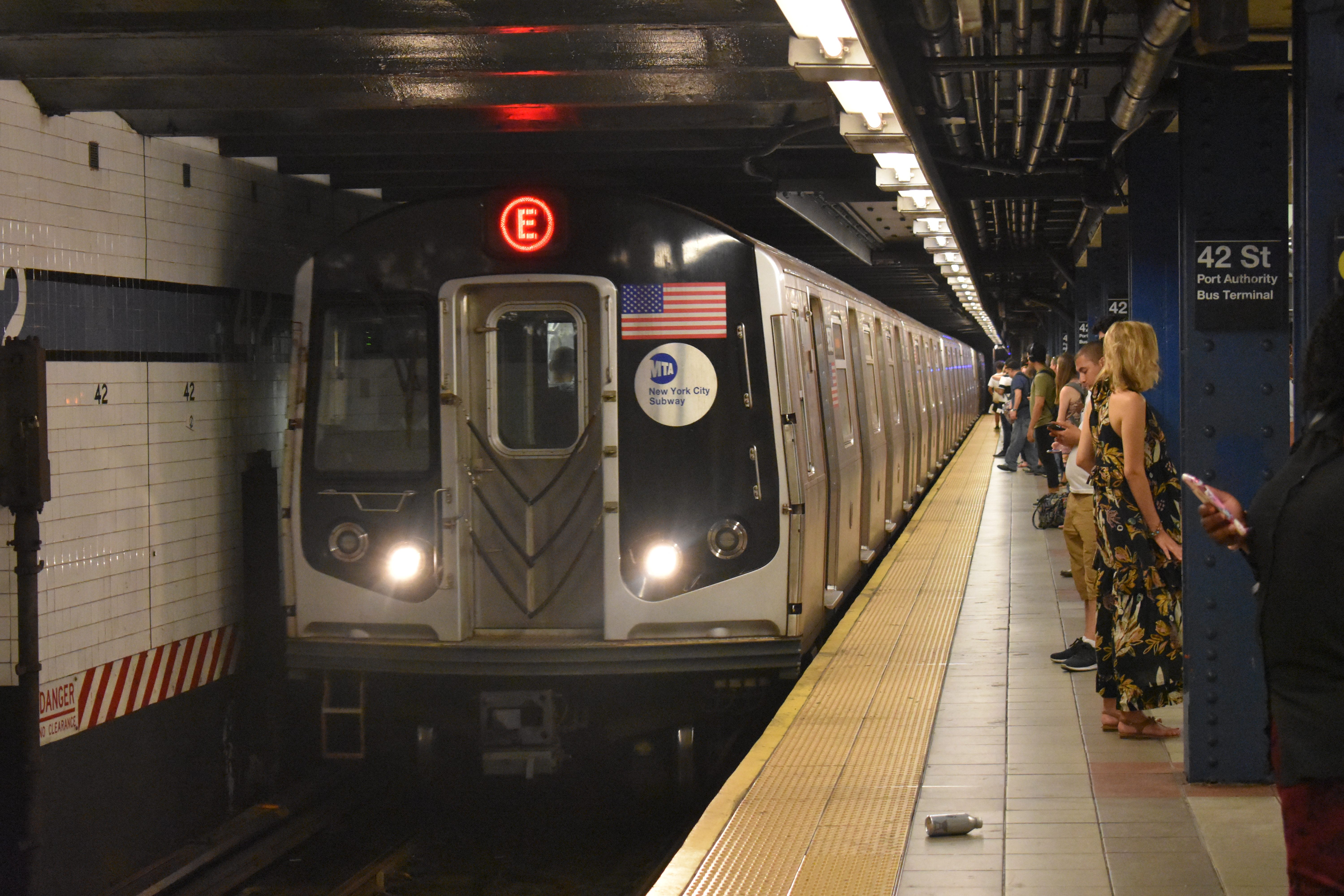
R160A-2形5両編成
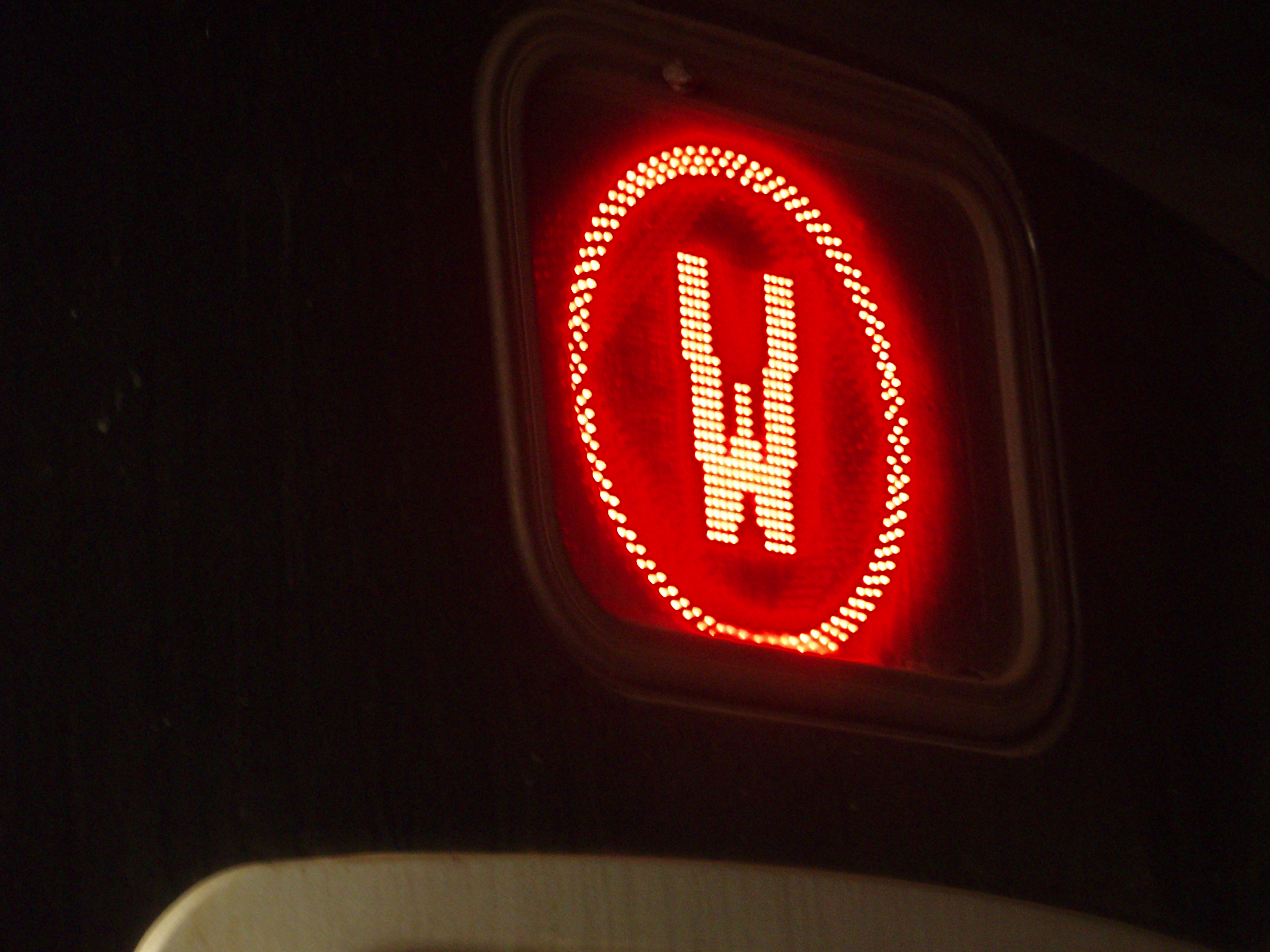
走行路線を表すLED
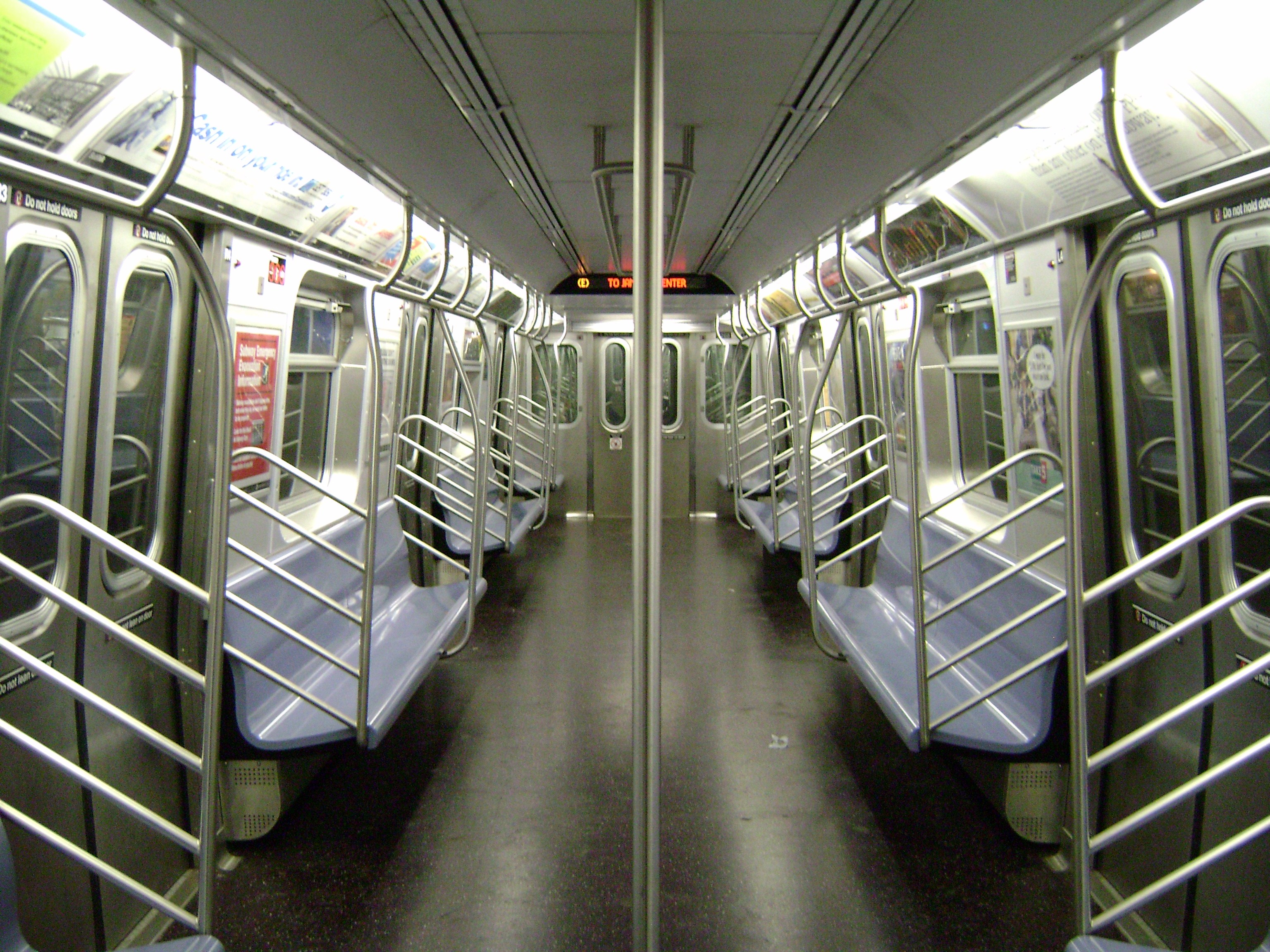
R160形の車内

## 運転・走行機器
電装品はR160A形がアルストム製、R160B形は初期車がアルストム製、後期車がシーメンス製である。台車は第三軌条方式対応で集電靴を持ち、R160A形を含めて全車両が川崎重工業製のものを装着する。車番#8396はefWINGの試験車両となっている。

## 運用
通常は2編成を連結した8両編成、もしくは10両編成で用いられており、以下の路線で運用されている。
- 8両編成（R160A-1形） - J,L,MとZの4路線
- 10両編成
  - R160A-2形 - E,F,G,Rの4路線
  - R160B形 - R160A-2と共通運用。

## トラブル
ニューヨーク市地下鉄からの初受注となったアルストムであるが、量産先行車を納入期限に間に合わせられなかったうえ、量産車についても月に200両から400両を納入できるとしていながら、実際には80両しか納入できなかった。最終的には製造設備を増強して対応したものの、納入完了は予定より7か月遅い2010年4月になった。このため、アルストムは1両1日につき200ドルの違約金をニューヨーク市交通局に支払うことになった。